# Aspilia
Aspilia,  biljni rod iz porodice glavočika smješten u podtribus Ecliptinae. Sastoji se od šezdesetak vrsta iz Južne Amerike, Afrike i Madagaskara. Dvije vrste su ugrožene.
Tipična je vrsta madagaskarski endem Aspilia thouarsii DC. Rod je opisan u Genera Nova Madagascariensia 12. 1806.

## Vrste
1. Aspilia africana (Pers.) C.D.Adams
2. Aspilia albuquerquei J.U.Santos
3. Aspilia almasensis D.J.N.Hind
4. Aspilia andrade-limae J.U.Santos
5. Aspilia angolensis Muschl.
6. Aspilia angustifolia Oliv. & Hiern
7. Aspilia belo-horizontinae J.U.Santos
8. Aspilia bipartita O.Hoffm.
9. Aspilia bojeri DC.
10. Aspilia bussei O.Hoffm, & Muschl.
11. Aspilia caudata J.U.Santos
12. Aspilia cavalcantei J.U.Santos
13. Aspilia cearensis J.U.Santos
14. Aspilia chevalieri O.Hoffm. & Muschl. (ugrožena)
15. Aspilia ciliata (Schum.) Wild.
16. Aspilia clausseniana Baker
17. Aspilia cordifolia J.U.Santos
18. Aspilia diamantinae J.U.Santos
19. Aspilia diniz-cruzeanae J.U.Santos
20. Aspilia discolor J.U.Santos
21. Aspilia duarteana J.U.Santos
22. Aspilia eckendorffii Philipson
23. Aspilia eenii S.Moore
24. Aspilia egleri J.U.Santos
25. Aspilia erosa J.U.Santos
26. Aspilia espinhacensis J.U.Santos
27. Aspilia foliosa (Gardner) Benth. & Hook.f.
28. Aspilia gillettii Wild
29. Aspilia glaziovii Baker
30. Aspilia goiazensis J.U.Santos
31. Aspilia grazielae J.U.Santos
32. Aspilia hatschbachii J.U.Santos
33. Aspilia helianthoides (Schumach. & Thonn.) Oliv. & Hiern
34. Aspilia ioletae J.U.Santos
35. Aspilia itabaianenis J.U.Santos
36. Aspilia jolyana G.M.Barroso
37. Aspilia kotschyi (Sch.Bip. ex Hochst.) Oliv.
38. Aspilia kunthiana (Gardner) S.F.Blake
39. Aspilia latissima Malme
40. Aspilia leandrii (Humbert) comb.ined.
41. Aspilia linearis S.F.Blake
42. Aspilia lisowskiana D.J.N.Hind
43. Aspilia macrorrhiza Chiov. (ugrožena)
44. Aspilia madagascariensis (Humbert) comb.ined.
45. Aspilia malaissei Lisowski
46. Aspilia matogrossensis J.U.Santos
47. Aspilia mendoncae Wild
48. Aspilia minima Humbert
49. Aspilia mossambicensis (Oliv.) Wild
50. Aspilia natalensis (Sond.) Wild
51. Aspilia paludosa Berhaut
52. Aspilia paraensis (Huber) J.U.Santos
53. Aspilia pereirae J.U.Santos
54. Aspilia perrieri Humbert
55. Aspilia platyphylla (Baker) S.F.Blake
56. Aspilia pluriseta Schweinf. ex Engl.
57. Aspilia pohlii (Sch.Bip. ex Baker) Baker
58. Aspilia prostrata J.U.Santos
59. Aspilia pseudocalea G.H.L.da Silva & A.M.Teles
60. Aspilia rudis Oliv. & Hiern
61. Aspilia rugulosa Humbert
62. Aspilia samariensis O.Hoffm. & Muschl.
63. Aspilia stenocephala (Humbert) comb.ined.
64. Aspilia subscandens J.U.Santos
65. Aspilia thouarsii DC.
66. Aspilia trichodesmoides O.Hoffm.
67. Aspilia triplinervia (Kunth) S.F.Blake

## Sinonimi
- Coronocarpus Schumach.; Beskr. Guin. Pl.: 393 (1827)
- Dipterotheca Sch.Bip. ex Hochst.; Flora 24(1, Intelligenzbl.): 42 (1841)
- Harpephora Endl.; Gen. Pl., Suppl. 1: 1382 (1841)
- Menotriche Steetz; Peters, Naturw. Reise Mossambique 6(Bot., 2): 472 (1
- Wirtgenia Sch.Bip.; Flora 25: 433 (1842)